# (74348) 1998 VT53
(74348) 1998 VT53 – planetoida z pasa głównego asteroid okrążająca Słońce w ciągu 4,47 lat w średniej odległości 2,71 j.a. Odkryta 14 listopada 1998 roku.